# Пролетарский (Орловский район)
Пролетарский — хутор в Орловском районе Ростовской области.
Административный центр Пролетарского сельского поселения.

## Население
| 2010 |
| ---- |
| 729  |

## Улицы
| - пер. Коммунаров, - пер. Кооперативный, - ул. Молодёжная, - пер. Октябрьский, | - ул. Победы, - пер. Почтовый, - пер. Спортивный, - пер. Степной, | - ул. Транспортная, - ул. Школьная, - пер. Южный. |

## Археология
Территория Ростовской области была заселена ещё в эпоху неолита. Люди, живущие на древних стоянках и поселениях у рек, занимались в основном собирательством и рыболовством. Степь для скотоводов всех времён была бескрайним пастбищем для домашнего рогатого скота. От тех времен осталось множество курганов с захоронениями жителей этих мест. Курганы и курганные группы находятся на государственной охране.
Поблизости от территории хутора Пролетарского Орловского района расположено несколько достопримечательностей — памятников археологии. Они охраняются в соответствии с Федеральным законом от 25.06.2002 N 73-ФЗ «Об объектах культурного наследия (памятниках истории и культуры) народов Российской Федерации», Областным законом от 22.10.2004 N 178-ЗС «Об объектах культурного наследия (памятниках истории и культуры) в Ростовской области», Постановлением Главы администрации РО от 21.02.97 N 51 о принятии на государственную охрану памятников истории и культуры Ростовской области и мерах по их охране и др.
- Курганная группа «Пролетарский II» из 3 курганов. Находится на расстоянии около 1,7 км к юго-востоку от хутора Пролетарского.
- Курганная группа «Пролетарский III» из 17 курганов. Находится на расстоянии около 1,2 км к юго-востоку от хутора Пролетарского.
- Курганная группа «Пролетарский IV» из 6 курганов. Находится на расстоянии около двух километров к западу от хутора Пролетарского.
- Курганная группа «Пролетарский V» (9 курганов). Находится на расстоянии около 6,0 км к юго-западу от хутора Пролетарского.
- Курганная группа «Пролетарский VI» (2 кургана). Находится на расстоянии около 5,5 км к юго-западу от хутора Пролетарского.
- Курганная группа «Пролетарский VII» (21 курган). Находится на расстоянии около 3,5 км к югу от хутора Пролетарского[3].